# Tropocyclops miser
Tropocyclops miser is een eenoogkreeftjessoort uit de familie van de Cyclopidae. De wetenschappelijke naam van de soort is voor het eerst geldig gepubliceerd in 1953 door Brehm.